# Georg Nicolai
Georg Friedrich Nicolai, właśc. Georg Friedrich Lewinstein (ur. 6 lutego 1874 w Berlinie, zm. 8 października 1964 w Santiago) – niemiecki fizjolog.

## Życiorys
Studiował na Uniwersytecie w Berlinie, a potem praktykował w klinice Charité. Razem z Friedrichem Krausem opublikował książkę o elektrokardiografii ("Das Elektrokardiogramm des gesunden und kranken Menschen").
W 1914 roku Nicolai ogłosił antywojenny manifest, który w Niemczech podpisali jedynie Albert Einstein, Wilhelm Julius Foerster i Otto Buek.
W latach wojny opublikował Biologię wojny, przetłumaczoną na wiele języków. W rezultacie został zdegradowany i przeniesiony na placówkę w Borach Tucholskich.
W 1922 roku emigrował do Ameryki Południowej, do końca życia żył i pracował w Chile.

## Wybrane prace
- Ueber die Ursprungsorte der Extrasystolen. Zentralblatt für Physiologie (1912)
- The Biology of War. New York, 1918